# Asesinato de Deanna Cremin
Deanna Jean Cremin (Somerville, Massachusetts; 26 de marzo de 1978 - Ib., 30 de marzo de 1995) fue una joven estadounidense de 17 años, que fue encontrada agredida sexualmente y estrangulada cerca de su casa. El caso conmocionó profundamente a la comunidad local, llegando a ofrecerse una recompensa, todavía vigente, de 50 000 dólares por cualquier evidencia que conduzca a detener al sospechoso y autor del crimen.

## Biografía
Cremin era estudiante de la escuela preparatoria Somerville. Trabajaba como voluntaria en Somerville Cable Access Television, trabajaba con estudiantes de tercer grado en el Programa de Desarrollo Infantil de su escuela así como en las instalaciones del centro comercial Star Market.

## Asesinato
El 29 de marzo de 1995, Deanna Cremin siguió su rutina habitual de los miércoles de salir con amigos y visitar a su novio. Tenía las 22:00 horas como la hora tope para estar fuera de casa. Cuando llegó la medianoche y no había llegado todavía, su madre intentó sin éxito localizarla en su busca. Su novio, considerado la última persona en ver a Cremin con vida, admitió que la acompañó a su casa esa noche, pero no todo el trayecto, pues la dejó a medio camino de llegar; algo que, según la madre de Deanna, era inusual en él, ya que siempre la había acompañado hasta su casa antes de esa noche.

## Descubrimiento
Su cuerpo fue hallado a las 8 horas de la mañana del 30 de marzo, detrás de un complejo de viviendas para la tercera edad, cerca de su casa. Fue encontrada por dos niños que tomaron un atajo de camino a la escuela. Su cuerpo estaba tendido boca arriba, casi desnudo. Había sido violada y estrangulada.

## Investigación

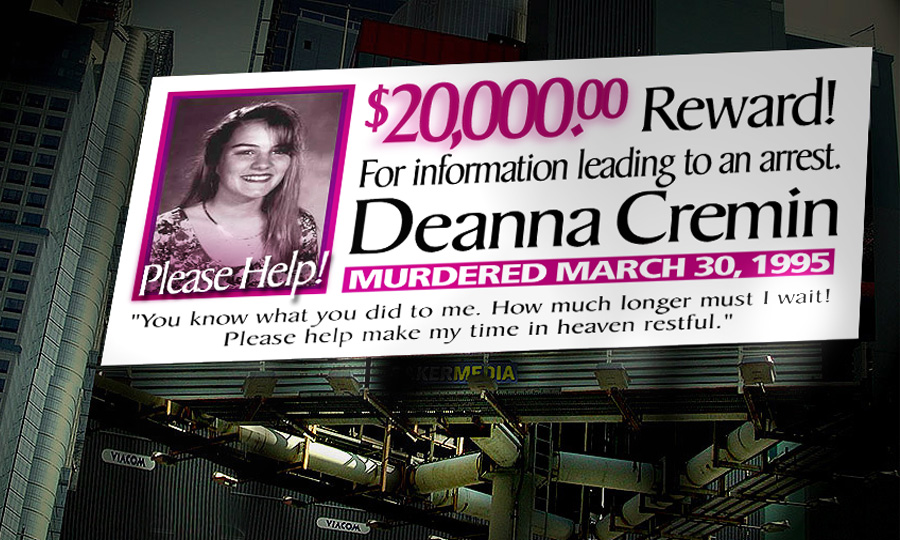
Cartel de recompensa por cualquier pista sobre el asesinato de Deanna (2005).

La policía identificó a tres hombres como personas de interés en el crimen: el novio también adolescente de Cremin; un bombero de Somerville que doblaba en edad a Deanna, del que se dijo estaba obsesionado con ella; y un tercer hombre adulto, más tarde encarcelado en la Institución Correccional de Massachusetts. No se presentaron cargos contra los sospechosos. En 2005, la fiscal de distrito de Middlesex, Martha Coakley, anunció que se habían encontrado nuevas pruebas forenses con procedimientos no disponibles en 1995, lo que aumentó la esperanza de progreso en el caso, pero nuevamente no se presentaron cargos.
En 2009, el fiscal de distrito de Middlesex, Gerard Leone, declaró que el asesinato se resolvería, pero las fuerzas del orden necesitaban testigos que se mantuvieran en silencio para presentarse. La familia Cremin erigió una valla publicitaria cada año desde su muerte, ofreciendo una recompensa por cualquier información sobre el asesino y que pudiera acabar resolviéndolo. La recompensa en 1995 aumentó a 10.000 dólares, a 20.000 en 2005, y a 50.000 en 2014.

## Hechos posteriores

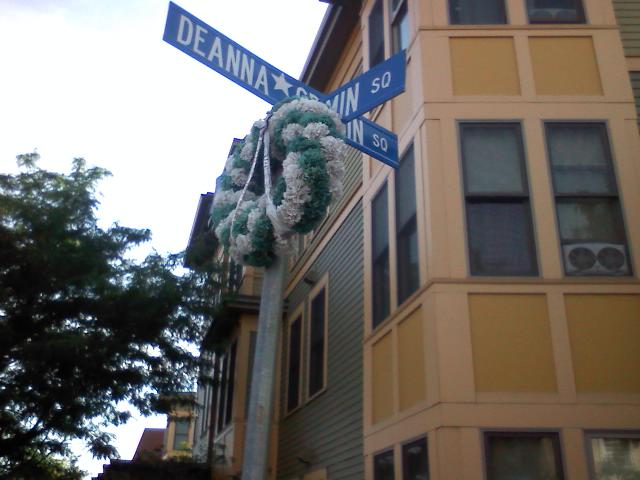
Calle Deanna Cremin, en Somerville

Miles de personas asistieron al funeral de Cremin en la iglesia de San Policarpo, incluida una procesión con 150 vehículos. El asesinato impactó de lleno en la sociedad de Somerville, que decidió perpetuar el recuerdo a Deanna dedicándole árboles, bancos y hasta una calle (Deanna Cremin Square, en 1995) en su memoria.
El 1 de octubre de 2006, cientos de personas que vestían camisetas con la leyenda "Justicia para Deanna" marcharon por su antiguo vecindario buscando acciones en el caso. El caso ha sido presentado repetidamente en la televisión WFXT con el especial "New England's Unsolved", hasta 2009. El 30 de marzo de 2013, cientos de simpatizantes volvieron sobre su último camino por las calles del vecindario Winter Hill de Somerville. El 31 de marzo de 2014, el alcalde de Somerville anunció una recompensa de 50.000 dólares para ayudar a encontrar a la persona, o personas, detrás del asesinato de Deanna Cremin. En 2015, en el vigésimo aniversario del asesinato, el caso continuó recibiendo cobertura nacional, con la fiscal de distrito del condado de Middlesex, Marian T. Ryan, pidiendo información para tratar de resolverlo.